# Hossam Ashour
Hossam Ashour (en árabe: حسام عاشور) (El Cairo, 9 de marzo de 1986) es un exfutbolista egipcio que jugaba como medio de contención. Jugó la mayor parte de su carrera en el Al-Ahly, donde permaneció durante 17 temporadas, desde 2003 hasta 2020. Estuvo en la Tragedia de Puerto Saíd. Su último equipo fue el Al-Ittihad Alexandria. 
Es el futbolista más laureado en la historia del Al-Ahly, y también es uno de los diez futbolistas con más títulos en la historia del fútbol con 39 títulos oficiales. 
En su Palmarés tiene: 13 Ligas Premier de Egipto, 4 Copas de Egipto, 10 Supercopas de Egipto, 6 Ligas de Campeones de la CAF, 5 Supercopas de la CAF y 1 Copa Confederaciones de la CAF. 

## Selección nacional
Ha sido internacional con la Selección de fútbol de Egipto Sub-20.

### Participaciones en Copas del Mundo
| Mundial                     | Sede         | Resultado    |
| --------------------------- | ------------ | ------------ |
| Copa Mundial Sub-20 de 2005 | Países Bajos | Primera fase |

## Clubes
| Club                  | País   | Año       |
| --------------------- | ------ | --------- |
| Al-Ahly               | Egipto | 2003-2020 |
| Al-Ittihad Alexandria | Egipto | 2020-2022 |

## Vida privada
El 16 de diciembre de 2012, después de disputar el partido por el tercer lugar del Mundial de Clubes en contra del Club de Fútbol Monterrey, Víctor Manuel Vucetich, director técnico del club mexicano aceptó en rueda de prensa cierto interés por Ashour y por su compañero Ramy Rabia.